# Moechotypa delicatula
Moechotypa delicatula es una especie de escarabajo longicornio del género Moechotypa, tribu Ceroplesini, subfamilia Lamiinae. Fue descrita científicamente por White en 1858.

## Descripción
Mide 16-26,5 milímetros de longitud.

## Distribución
Se distribuye por China, India, Indonesia, Laos, Birmania, Tailandia y Vietnam.